# Sésame Autisme Fédération Française
 (août 2021).
Sésame Autisme (dénomination officielle : Fédération Française Sésame Autisme) est une association française reconnue d’utilité publique de parents d'enfants et d'adultes autistes.

## Historique
L'association est née en 1997[source insuffisante],[source insuffisante]. La Fédération Française Sésame Autisme fédère en 2012, 40 associations locales (régionales ou départementales). Elle compte 90 établissements, accueille plus de 1 000 personnes, et emploie plus de 1 000 salariés.
- L'ASITP, (Association au service des inadaptés présentant des troubles de la personnalité), association de parents d'enfants et d'adultes autistes est créée à Paris en 1963.
- La même année voit l'ouverture en région parisienne d'hôpitaux de jour pour personnes autistes.
- En 1985, l'ASITP devient la Fédération Française Autisme et Psychoses Infantiles (FFAPI).
- En 1990, la FFAPI devient la Fédération Française Sésame Autisme (FFSA).
- En 1997, la FFSA connait une scission[1] entre Sésame-Autisme-Gestion & Perspectives (AGEP) d'une part, et Fédération Française Sésame Autisme d'autre part.

La Fédération est présidée depuis 2011 par Christine Meignien, maman d'une jeune femme Autiste.

## Collectif Autisme
Le Collectif Autisme[source insuffisante] réunit environ 200 associations de parents, et représente environ 30 000 familles. Il regroupe six associations principales :
- Asperger Aide France ;
- Fédération Française Sésame Autisme ;
- Autisme France ;
- Autistes sans Frontières ;
- Pro Aid Autisme ;
- La Fondation Autisme.

## Controverse
En 1994, Jeanne-Marie Prefaut, une membre de Sésame Autisme Languedoc-Roussillon, assassine sa fille autiste et est condamnée à une peine de prison de cinq ans avec sursis.
En 2014, un établissement géré par Sésame Autisme, la Maison d'accueil spécialisée Vercors, à Nandy, est mis en cause car le personnel y a filmé les résidents en permanence à leur insu, jusque dans leur chambre, entraînant une saisie du Défenseur des droits. Le président de Sésame Autisme, Marcel Hérault, a déclaré aux journalistes d'Europe 1 que « tous les parents étaient au courant » de ces enregistrements,.